# Takakuwaia furculigera
Takakuwaia furculigera är en mångfotingart som beskrevs av Karl Wilhelm Verhoeff 1936. Takakuwaia furculigera ingår i släktet Takakuwaia och familjen Xystodesmidae. Inga underarter finns listade i Catalogue of Life.